# 莱山街道
莱山街道，是中华人民共和国山東省烟台市莱山区下辖的一个乡镇级行政单位。

## 行政区划
莱山街道下辖以下地区：
河北村、西村、南村、东沟村、东庄村、明泉村、官庄村、千金店村、千金村、解格庄村、友谊村、解村、陈村、姜家台村、朱塂堡村、山南周村、马村、金村、刘村、曲村、安吉村、车家疃村、郝家庄村、贾家疃村、石家疃村、董家庄村、南陈家疃村、刘家庄村、北陈家疃村、黄家疃村和两甲埠村。